# 陈淀国
陈淀国（1936年—2015年），原名陈殿国，笔名巩真、楠珊等，男，吉林东丰人，中国作家，中国作家协会名誉委员，中国人民武装警察部队创作组组长、文化处副处长，大校警衔。